# George Berkeley (1er comte de Berkeley)
Pour les articles homonymes, voir George Berkeley (homonymie) et Berkeley.
George Berkeley (1628 - 10 octobre 1698) est un marchand et homme politique anglais qui siège à la Chambre des Communes de 1654 à 1658, lorsqu'il accède à la pairie, avec le titre de comte de Berkeley.

## Biographie
Il est le fils de George Harding (8e baron Berkeley), décédé en 1658. Il va à Christ Church, Oxford, mais n'obtient pas de diplôme. En 1654, il est élu député du Gloucestershire au premier parlement du protectorat. Il est réélu député de Gloucestershire en 1656 pour le deuxième parlement du protectorat . Berkeley devient baron en 1658 et est nommé en mai 1660 comme l'un des commissaires chargés de se rendre à La Haye et d'inviter Charles II à retourner dans le royaume. En novembre suivant, il est nommé gardien des jardins de la maison et des parcs du Palais de Sans-Pareil, où vécut plus tard la duchesse de Cleveland.
En 1661, il est placé au conseil des plantations étrangères. En 1663, il devient membre de la Royal African Company lors de sa création (10 janvier), acquérant une part du territoire situé entre le port de Salé au sud de la Barbarie et le Cap de Bonne-Espérance. La même année, il est élu membre de la Royal Society. Il est nommé conseiller privé en 1677. En avril 1678, il est nommé membre de la Commission du Commerce et des plantations qui a été créée en 1668.
Le 11 septembre 1679, il est créé vicomte Dursley et comte de Berkeley. Il est élu gouverneur de la compagnie du Levant le 9 février 1680 et occupe le poste pendant presque toute la vie. En mai 1681, il est élu l'un des maîtres de la Trinity House. À cette époque, il est membre de la Compagnie des Indes orientales. En février 1685, il est nommé Custos Rotulorum of Gloucestershire et le 21 juillet 1685, admis au conseil privé. Après la fuite de Jacques II, le 11 décembre 1688, Berkeley fait partie des lords réunis à Guildhall et se déclarent gouvernement provisoire. Il est nommé ambassadeur à Constantinople le 16 juillet 1698, mais ne voulant pas y aller, demande au Parlement d'être excusé de ses fonctions.
Berkeley est mort en 1698 et est enterré dans l'église paroissiale de Cranford, Middlesex, où il a un domaine.

## Travaux
Il publie en 1668 un ouvrage religieux intitulé Applications historiques et méditations occasionnelles sur plusieurs sujets.

## Famille
Berkeley épouse le 11 août 1646 Elizabeth Massingberd, fille de John Massingberd, trésorier de la Compagnie des Indes orientales, dont il a deux fils, Charles et George, et six filles:
- Charles Berkeley (2e comte de Berkeley)
- George Berkeley (décédé en 1694), diplômé de la maîtrise à Christ Church, le 9 juillet 1669, prend aux ordres sacrés et devient prébendaire de Westminster, le 13 juillet 1687, épouse Jane Cole
- Elizabeth Berkeley (ca.1650-d.1681), mariée à William Smythe, (Ca.1645-d.1720)
- Theophila Berkeley (décédée en 1703) épouse Kingsmill Lucy, 2e baronnet et a Berkeley Lucy, 3e baronnet, puis épouse en deuxièmes noces Robert Nelson (religieux) (en).
- Arabella Berkeley, mariée à William Pulteney, fils et héritier de William Pulteney, De Misterton
- Mary Berkeley (décédée le 19 mai 1719), épouse Ford Grey (1er comte de Tankerville), puis en secondes noces le 22 mai 1712, Richard Rooth
- Henrietta Berkeley (1665), célibataire, séduite par le mari de sa sœur, le comte de Tankerville, en 1682
- Arethusa Berkeley (décédée le 11 février 1742/3), épouse Charles Boyle (3e vicomte Dungarvan)